# Пуща Радзивіла
Національний природний парк «Пуща Радзивіла» (офіційна назва Національний природний парк «Пуща Радзівіла») — природоохоронна територія в Сарненському районі Рівненської области.

## Історія
Створено указом президента України від 1 січня 2022 року.

## Опис
Розташований на території Сарненського району в басейні річки Ствига. Його природні комплекси та об’єкти українського Полісся мають особливу природоохоронну, оздоровчу, історико-культурну, наукову та освітню цінність. Тут рідкісні водно-болотні угіддя, озера та ставки. У парку мешкає багато представників Червоної книги України.
До території національного природного парку включено 24 265,307 га земель державної власности, а саме:
- 22 427,1588 га земель державної власности (землі лісогосподарського призначення) на території Сарненського району Рівненської области, що вилучають у державних підприємств «Рокитнівське лісове господарство» (площею 16 299,9549 га) та «Остківське лісове господарство» (площею 6 127,2039 га) і надають національному природному парку в постійне користування;
- 1 823,4 га земель державної власности (землі запасу водного фонду, лісогосподарського, природно-заповідного та іншого природоохоронного, оздоровчого, рекреаційного та історико-культурного призначення), розташованих на території Сарненського району Рівненської области, що надають національному природному парку в постійне користування;
- 14,7482 га земель державної власности (землі запасу сільськогосподарського призначення) на території Сарненського району Рівненської области, що надають національному природному парку в постійне користування.